# Рихард Кун
Рихард Јохан Кун (Беч, 3. децембар 1900 — Хајделберг, 1. август 1967) био је немачки биохемичар аустријског порекла, који је 1938. године добио Нобелову награду за хемију „за свој рад на каротеноидима и витаминима“.

## Биографија

### Младост
Кун је рођен у Бечу у Аустрији, где је похађао гимназију. Његово интересовање за хемију рано се појавило; међутим имао је много интереса и касно се одлучио за студије хемије. Између 1910. и 1918. био је школски друг Волфганга Паулија, који је добио Нобелову награду за физику за 1945. годину. Почев од 1918. године, Кун је похађао предавања из хемије на Бечком универзитету. Завршио је студије хемије на Универзитету у Минхену и докторирао 1922. године код Рихарда Вилштетера за научни рад о ензимима.
Након дипломирања, Кун је наставио научну каријеру, прво у Минхену, затим на ЕТХ у Цириху, а од 1929. надаље на Универзитету у Хајделбергу, где је био шеф хемијског одсека почев од 1937. године. 1928. оженио се са Дејзи Хартман, а пар је потом имао два сина и четири кћерке.

### Истраживање
Области истраживања Куна обухватале су: истраживања теоријских проблема органске хемије (стереохемија алифатичних и ароматичних једињења; синтезе полиена и кумулена; састав и боја, киселост угљоводоника), као и опсежне поља у биохемији (каротеноиди, флавини; витамини и ензими). Конкретно, спровео је важна истраживања о витамину Б2 и витамину Б6.
1929. године постао је директор Института за хемију на новооснованом Институту за медицинска истраживања Кајзер Вилхелм (који је од 1950. године преименован у Макс Планк Институт за медицинска истраживања у Хајделбергу). До 1937. године такође је преузео управу над овим Институтом.
Поред ових дужности радио је и као професор биохемије на Универзитету у Хајделбергу, а годину дана био је на Универзитету у Пенсилванији у Филаделфији, као гостујући истраживачки професор за физиолошку хемију.
Потом му је 1938. додељена Нобелова награда за хемију за „рад на каротеноидима и витаминима“, али је одбио награду јер је Хитлер забранио немачким грађанима да је прихвате. У руком писаном писму, чак је описао доделу награде Немцу као позив за кршење Фирерове уредбе.  Награду је примио након Другог светског рата. Кун је такође заслужан за откриће смртоносног нервног агенса Соман 1944. године.
Кун је био уредник часописа Liebigs Annalen од 1948. године.
Кун је умро 1967. године у Хајделбергу, Немачка, у 66. години.

## Нацистичка ера
Кун је сарађивао са високим нацистичким званичницима и пријавио тројицу својих јеврејских сарадника 1936.
2005. године Друштво немачких хемичара (Gesellschaft Deutscher Chemiker, GDCh) се изјаснило о својој намери да више не додељује медаљу Ричарда Куна: „Одбор GDCh намерава да прекине са доделом медаље назване по органском хемичару, добитнику Нобелове награде године 1938. и председнику GDCh 1964–65, Ричарду Куну. Одбор на тај начин повлачи последице истраживања о понашању Ричарда Куна током национал-социјализма. Иако питање да ли је Кун био убеђени националсоцијалиста или само следбеник оријентисан на каријеру није у потпуности разрешено, он је неспорно подржавао нацистички режим помоћу административних и организационих начина, посебно својим научним радом. Упркос својим научним достигнућима, Кун није погодан да служи као узор и епоним за важну награду, углавном због својих нерефлектираних истраживања отровних гасова, али и због понашања према јеврејским колегама“ (Nachrichten aus der Chemie 54, Мај 2006, стр. 514).

## Почасти и награде
- 1938: Нобелова награда за хемију
- 1952: Медаља Вилхелм Екнер
- 1960: Почасни докторат Универзитета у Бечу
- 1961: Аустријски орден за науку и уметност